# 国際連合安全保障理事会決議265
国際連合安全保障理事会決議265（こくさいれんごうあんぜんほしょうりじかい265 英: United Nations Security Council Resolution 265）は、1969年4月1日に国際連合安全保障理事会で採択された決議である。1968年3月24日に採択された同案件の国際連合安全保障理事会決議248を再確認した上で、国連憲章と停戦決議に違反するヨルダンへの計画的な空爆を行い、ヨルダン国民の生命と財産を脅かしたイスラエルに対して非難する決議を行った。
この決議は11か国の賛成票により採択されたが、コロムビア、パラグアイ、イギリス、およびアメリカ合衆国の4か国が投票を棄権した。